# Verbandsgemeinde Dahner Felsenland
Die Verbandsgemeinde Dahner Felsenland ist eine Gebietskörperschaft im Landkreis Südwestpfalz in Rheinland-Pfalz. Der Verbandsgemeinde gehören die Stadt Dahn sowie 14 weitere Ortsgemeinden an, der Verwaltungssitz ist in der Stadt Dahn. Die Verbandsgemeinde ist benannt nach der Landschaft Dahner Felsenland.

## Verbandsangehörige Gemeinden
| Ortsgemeinde, Stadt                | Fläche (km²) | Einwohner |
| ---------------------------------- | ------------ | --------- |
| Bobenthal                          | 21,24        | 266       |
| Bruchweiler-Bärenbach              | 9,36         | 1.580     |
| Bundenthal                         | 10,22        | 1.055     |
| Busenberg                          | 9,64         | 1.167     |
| Dahn, Stadt                        | 40,75        | 4.535     |
| Erfweiler                          | 8,84         | 1.173     |
| Erlenbach bei Dahn                 | 12,99        | 337       |
| Fischbach bei Dahn                 | 32,88        | 1.490     |
| Hirschthal                         | 1,59         | 83        |
| Ludwigswinkel                      | 21,28        | 777       |
| Niederschlettenbach                | 7,64         | 287       |
| Nothweiler                         | 3,67         | 122       |
| Rumbach                            | 14,79        | 413       |
| Schindhard                         | 4,36         | 529       |
| Schönau (Pfalz)                    | 16,34        | 409       |
| Verbandsgemeinde Dahner Felsenland | 215,57       | 14.223    |

(Einwohner am 31. Dezember 2023)

## Bevölkerungsentwicklung
Die Entwicklung der Einwohnerzahl bezogen auf das Gebiet der heutigen Verbandsgemeinde Dahner Felsenland; die Werte von 1871 bis 1987 beruhen auf Volkszählungen:
| Jahr | Einwohner |
| 1815 | 8.857     |
| 1835 | 8.425     |
| 1871 | 8.129     |
| 1905 | 8.115     |
| 1939 | 13.789    |
| 1950 | 11.160    |

| Jahr | Einwohner |
| 1961 | 13.764    |
| 1970 | 15.086    |
| 1987 | 15.356    |
| 1997 | 16.272    |
| 2005 | 15.767    |
| 2023 | 14.223    |

## Politik

### Verbandsgemeinderat
Der Verbandsgemeinderat Dahner Felsenland besteht aus 28 ehrenamtlichen Ratsmitgliedern, die bei der Kommunalwahl am 9. Juni 2024 in einer personalisierten Verhältniswahl gewählt wurden, und dem hauptamtlichen Bürgermeister als Vorsitzendem.
Die Sitzverteilung im Verbandsgemeinderat:
| Wahl | SPD | CDU | Grüne | AfD | FDP | NPD | FWG | Gesamt   |
| ---- | --- | --- | ----- | --- | --- | --- | --- | -------- |
| 2024 | 4   | 10  | 2     | 3   | 1   | –   | 8   | 28 Sitze |
| 2019 | 6   | 10  | 3     | –   | –   | –   | 9   | 28 Sitze |
| 2014 | 8   | 13  | –     | –   | –   | –   | 7   | 28 Sitze |
| 2009 | 8   | 14  | –     | –   | 3   | 1   | 6   | 32 Sitze |
| 2004 | 5   | 17  | 2     | –   | 2   | –   | 6   | 32 Sitze |

- FWG = Freie Wählergemeinschaft in der Verbandsgemeinde Dahner Felsenland e. V.

### Bürgermeister
Holger Zwick (Einzelbewerber / FWG) wurde am 1. April 2025 Bürgermeister der Verbandsgemeinde Dahner Felsenland. Bei der Direktwahl am 24. November 2024 war er mit einem Stimmenanteil von 52,6 % für acht Jahre gewählt worden. Holger Zwick ist Nachfolger von Michael Zwick (CDU), der ihm bei der Wahl mit 47,4 % der Stimmen unterlegen war. Michael Zwick hatte das Amt zum 1. April 2017 von Wolfgang Bambey (CDU) übernommen, der nach 26 Jahren als Bürgermeister nicht erneut angetreten war.

### Wappen
Die Blasonierung des Wappens lautet: „In sechzehnfach von Silber und Rot geteiltem Schildbord durch eine silberne Wellenlinie von Rot und Blau geteilt, oben ein silberbewehrter silberner Adler, unten auf grünem Dreiberg eine zweitürmige silberne Zinnenburg.“

### Besondere Ereignisse
Am Europatag, den 9. Mai 2021 trafen sich Bürgermeister der Grenzgemeinden aus Deutschland und Frankreich an der gesperrten Straße von Lembach (F) nach Schönau (D), um gegen die Grenzschließungen wegen der Corona-Pandemie zu protestieren. Sie verrückten symbolisch ein wenig die Absperrgitter und betonten, dass sie auch in Zukunft eng zusammenarbeiten wollen wie bisher und appellierten an die Regierenden in Frankreich und Deutschland, die Grenzen bald wieder zu öffnen.